# 18 iunie
ianuarie • februarie • martie  • aprilie  • mai  • iunie  • iulie  • august  • septembrie  • octombrie  • noiembrie  • decembrie
18 iunie este a 169-a zi a calendarului gregorian și a 170-a zi în anii bisecți. Mai sunt 196 zile până la finalul anului.

## Evenimente
- 1812: Războiul din 1812: Congresul american declară război Regatului Unit al Marii Britanii.
- 1815: Bătălia de la Waterloo (Belgia), în urma căreia Napoleon I, împărat al Franței (1804-1814 și 1815), a fost înfrânt de armatele anglo-prusace și a pierdut definitiv tronul Franței.
- 1910: A avut loc primul concurs european de aviație. Traseul a cuprins 19 orașe din Franța, Olanda, Belgia, Anglia (18 iunie - 7 iulie).
- 1925: S-a votat Legea pentru reglementarea repausului duminical și sărbătorilor legale.
- 1940: Al Doilea Război Mondial: Generalul francez Charles de Gaulle cere compatrioților săi, în cadrul unei emisiuni transmise de postul de radio BBC, să continue lupta (Apelul de pe 18 iunie).
- 1951 A început deportarea în Bărăgan a persoanelor care locuiau la 25 km de granița României cu Iugoslavia.
- 1976: A fost pusă piatra de temelie a extinderii Combinatului de utilaj greu din municipiul Cluj-Napoca.
- 1977: Iustin Moisescu a fost recunoscut de Nicolae Ceaușescu ca patriarh al Bisericii Ortodoxe Române, fiind al patrulea patriarh al BOR (1977-1986).
- 2000: Al doilea tur de scrutin al alegerilor locale. Prezența la urne a fost de 46,93%. Au fost aleși primarii a 2.249 localități. Primăria Generală a Capitalei a fost câștigată de Traian Băsescu, iar primăriile de sector de reprezentanții PDSR.
- 2000: A fost fondat postul independent de radio "Vocea Basarabiei".

## Nașteri
- 1799: William Lassell, descoperitorul sateliților planetelor Uranus (Ariel, Umbriel) și Neptun (Triton, Hyperion) (d. octombrie 1880)
- 1821: Théophile Schuler, pictor francez (d. 1878)
- 1855: Constantin C. Arion, politician român, membru al Academiei Române (d. 1923)
- 1884: Thérèse Geraldy, pictoriță franceză (d. 1965)
- 1909: Lena Constante, artist plastic român (d. 2005)
- 1929: Jürgen Habermas, filosof german
- 1939: Ilie Merce, politician român
- 1942: Paul McCartney, cântăreț și compozitor englez (The Beatles)
- 1943: Raffaella Carrà, cântăreață și actriță italiană (d. 2021)
- 1946: Fabio Capello, fost fotbalist și actual antrenor de fotbal italian
- 1949: Han Duck-soo, diplomat, economist și politician sud-coreean, președinte interimar (decembrie 2024 și martie - mai 2025) și prim-ministru (2007 - 2008 și 2022 - 2025)
- 1952: Idriss Déby, politician din Ciad, președinte (1990–2021) (d. 2021)
- 1972: Infernus, muzician norvegian
- 1972: Kaja Kallas, politiciană estoniană, prim-ministru al Estoniei (din 2021)
- 1994: Takeoff (Kirshnik Khari Ball), rapper american (d. 2022)

## Decese
- 1464: Rogier van der Weyden, pictor flamand (n. 1400)
- 1898: Alexandru Papadopol-Calimah, istoric, publicist și politician român (n. 1833)
- 1917: Titu Maiorescu, critic literar, eseist, estetician, filosof, pedagog, scriitor și politician român (n. 1840)
- 1921: Eduardo Acevedo Díaz, prozator, politician și jurnalist uruguayan (n. 1851)
- 1924: Giuseppe De Sanctis, pictor italian (n. 1858)
- 1926: Olga Constantinovna a Rusiei, soția regelui George I al Greciei (n. 1851)
- 1936: Maxim Gorki, scriitor rus (n. martie 1868)
- 1937: Pierre Bodard, pictor francez (n. 1881)
- 1959: Vincenzo Cardarelli, poet și jurnalist italian (n. 1887)
- 1968: Sándor Földes, (pseudonim literar: Pál Ács), scriitor, poet, jurnalist maghiar (n. 1895)
- 1977: Franco Rol, pilot italian de Formula 1 (n. 1908)
- 1982: Curd Jürgens, actor germano-austriac (n. 1915)
- 1986: Mihai Pălădescu, actor român (n. 1928)
- 1993: Jean Cau, scriitor francez, câștigător al Premiului Goncourt în 1961 (n. 1925)
- 2006: Gică Petrescu, interpret român de muzică ușoară și de petrecere (n. 1915)
- 2009: Mihai Mocanu, fotbalist român (n. 1942)
- 2010: José Saramago, scriitor portughez (n. 1922)
- 2011: Elena Bonner, militantă pentru drepturile omului (n. 1923)
- 2016: Mircea Chiorean, medic și profesor universitar român, co-fondator al Serviciului Mobil de Urgență, Reanimare și Descarcerare (SMURD) (n. 1933)
- 2018: XXXTentacion, rapper și cântăreț american (n. 1998)
- 2018: Gō Katō, actor japonez (n. 1938)
- 2022: Iulia Buciuceanu, cântăreață română de operă și lied (mezzo-soprană)  (n. 1931)
- 2023: Cornel Țăranu, compozitor, dirijor și profesor universitar (n. 1934)
- 2024: Anouk Aimée, actriță franceză (n. 1932)

## Sărbători
- Sf. Mc. Leontie din Grecia și cei împreună cu dânsul, Ipatie și Teodul; Cuviosul Erasm (calendar ortodox)
- Seychelles—Ziua Națională
- Republica Moldova—Ziua Istoricului